# 잉카의 황금
잉카의 황금(영어: Incan Gold)는 보드 게임 디자이너 브뤼노 페뒤티가 디자인 한 패밀리 보드게임이다. 2006년 미국의 이글그리폰 게임즈(Eagle Gryphon Games)사, 2017년 대한민국의 생각투자 주식회사(AURUM,inc)에 의해 출시되었다. 게임은 3~8명이 할 수 있다.

## 게임 정보
잉카의 황금은 2006년, 그리폰 게임즈 북쉘프 시리즈로 출판되었으며, 보드게임 긱에서는 패밀리 게임 부분에 기재되어 있다.

## 수상 내역
2011 Japan Boardgame Prize U-more Award Nominee

## 게임의 구성
잉카의 황금의 구성은 다음과 같다.
- 사원 카드 5장 : 뒷면에 라운드를 표시하는 숫자가 써 있다.
- 탐험가 카드 16장 :  8장의 횃불 카드와 8장의 캠프 카드로 구성되어 있고 뒷면이 연한 갈색이다.
- 텐트 종이 모형 8개 : 살짝 펼쳐서 세울 수 있다.
- 모험 카드 30장 : 15장의 보물 카드와 15장의 위험 카드(다섯 종류의 위험이 3장씩). 뒷면이 회색이다.
- 유물 카드 5장 : 각기 다른 잉카 문명의 유물이 그려져 있다. 뒷면이 회색이다.
- 보물 110개 : 녹색 터키석 60개 (1점), 검은색 흑요석 30개 (5점), 황금 20개 (10점)

## 목적
잉카의 황금의 목적은 다른 사람보다 더 많은 보물을 얻는 것이다. 모험을 하다가 안전하게 떠나면서 보물을 획득할 수 있다. 같은 위험을 두 번 겪으면 보물을 얻지 못한다.